# Ottoonse renaissance

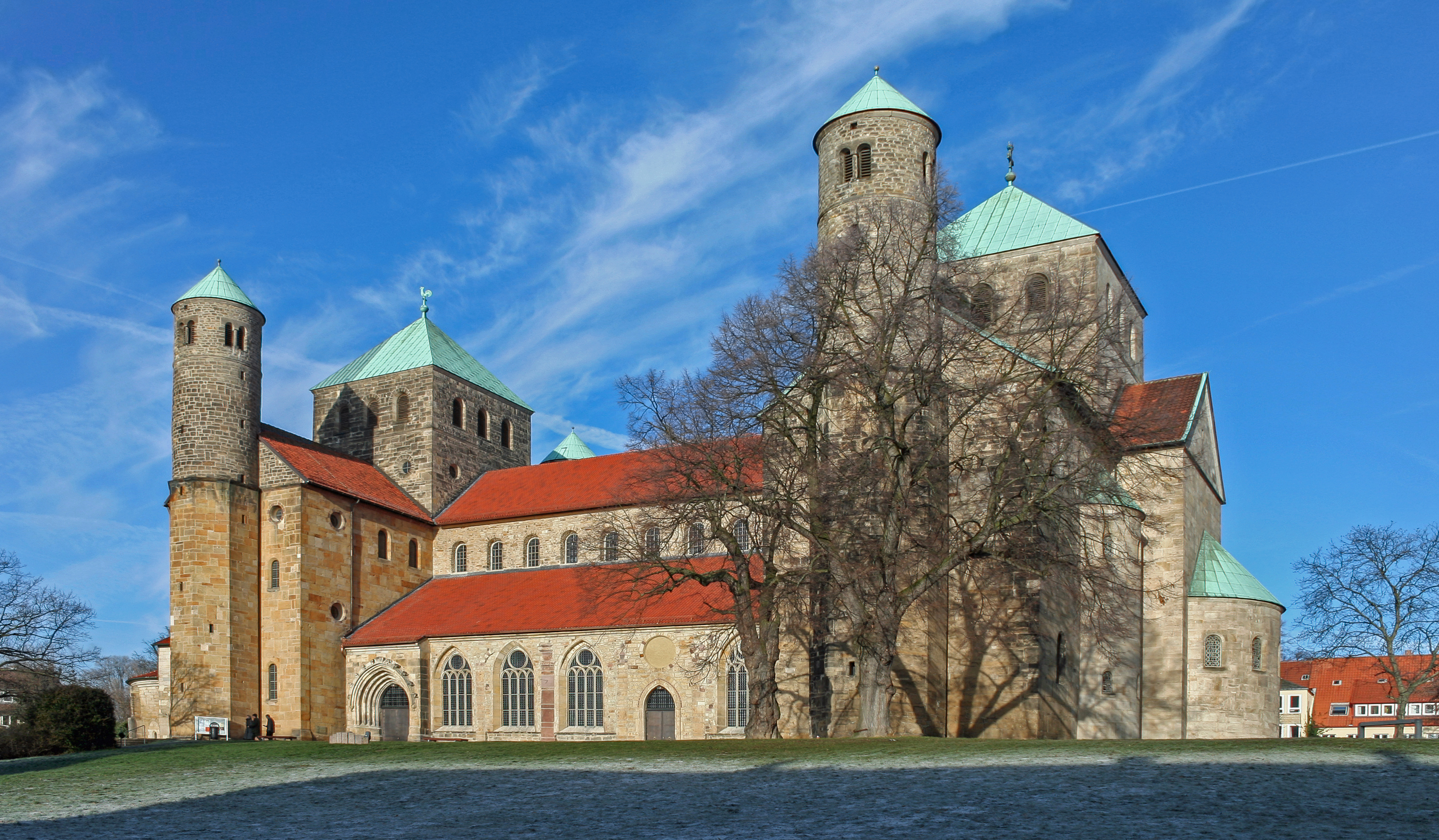
De St. Michael in Hildesheim

De Ottoonse renaissance was een periode tijdens de regeringen van de eerste drie keizers van de Ottoonse dynastie. Deze oorspronkelijk Saksische Liudolfingen, die alle drie Otto heetten: Otto I de Grote (936-973), Otto II (973-983), en Otto III (983-1002). De tijdsduur van de Ottoonse renaissance wordt soms uitgebreid tot de regering van Hendrik II.  Het begon met het huwelijk van Otto de Grote met Adelheid in 951. Hierdoor werden de koninkrijken Italië en Duitsland in een staat verenigd. Zodoende kwam het Westen dichter bij het Byzantijnse Rijk. De keizerlijke kroning in 962 bevorderde de noodzaak van een christelijke (politieke) eenheid. De term wordt in het algemeen beperkt tot de keizerlijke hofcultuur. Het is de overgang van de vroege middeleeuwen naar de hoge middeleeuwen.
De Ottoonse renaissance komt vooral tot uiting in de kunst en de architectuur, die werd beïnvloed door hernieuwd contact met Constantinopel. Er wordt nieuw leven geblazen in kathedralen en in sommige scholen, zoals die van Bruno van Keulen, in de productie van geïllustreerde handschriften uit een handjevol elite scriptoria, zoals de Abdij van Quedlinburg, die in 936 door Otto I de Grote werd opgericht en in de politieke ideologie. Het keizerlijke hof werd het centrum van het religieuze en spirituele leven, dat werd geleid door het voorbeeld van de vrouwen uit de keizerlijke familie: Mathilde van Ringelheim, de moeder van Otto I de Grote, zijn zuster Gerberga van Saksen, zijn tweede vrouw Adelheid en zijn schoondochter keizerin Theophanu.
Na de kroning op 2 februari 962 in Rome van Otto I de Grote tot keizer ontstond er in West- en Centraal Europa, opnieuw een centraal gezag, het ontstaan van het Heilige Roomse Rijk. Met het huwelijk van Otto II en een Byzantijnse prinses, Theophanu, op 14 april 972 werden niet alleen de politieke banden, maar ook de culturele banden met het Byzantijnse Rijk aangetrokken. De invoering van het rijkskerkenstelsel, hervorming van het kerkbestuur, zal ook hier op cultureel en artistiek vlak voelbaar zijn. De Ottoonse kunst was een hofkunst, gemaakt om het Heilige en Imperialistische geslacht te bevestigen als een bron van macht die werd gelegitimeerd door de gelegde verbinding met Constantijn en Justinianus I. In deze sfeer versmolten de gemaakte meesterwerken de tradities, waarop de Ottoonse kunst was gebaseerd: schilderijen uit de late oudheid, de Karolingische renaissance, en Byzantium. Op deze manier wordt de term gebruikt als een analogon met de Karolingische renaissance, waarvan de start rond 800 lag, het jaar waarin Karel de Grote tot keizer werd gekroond.

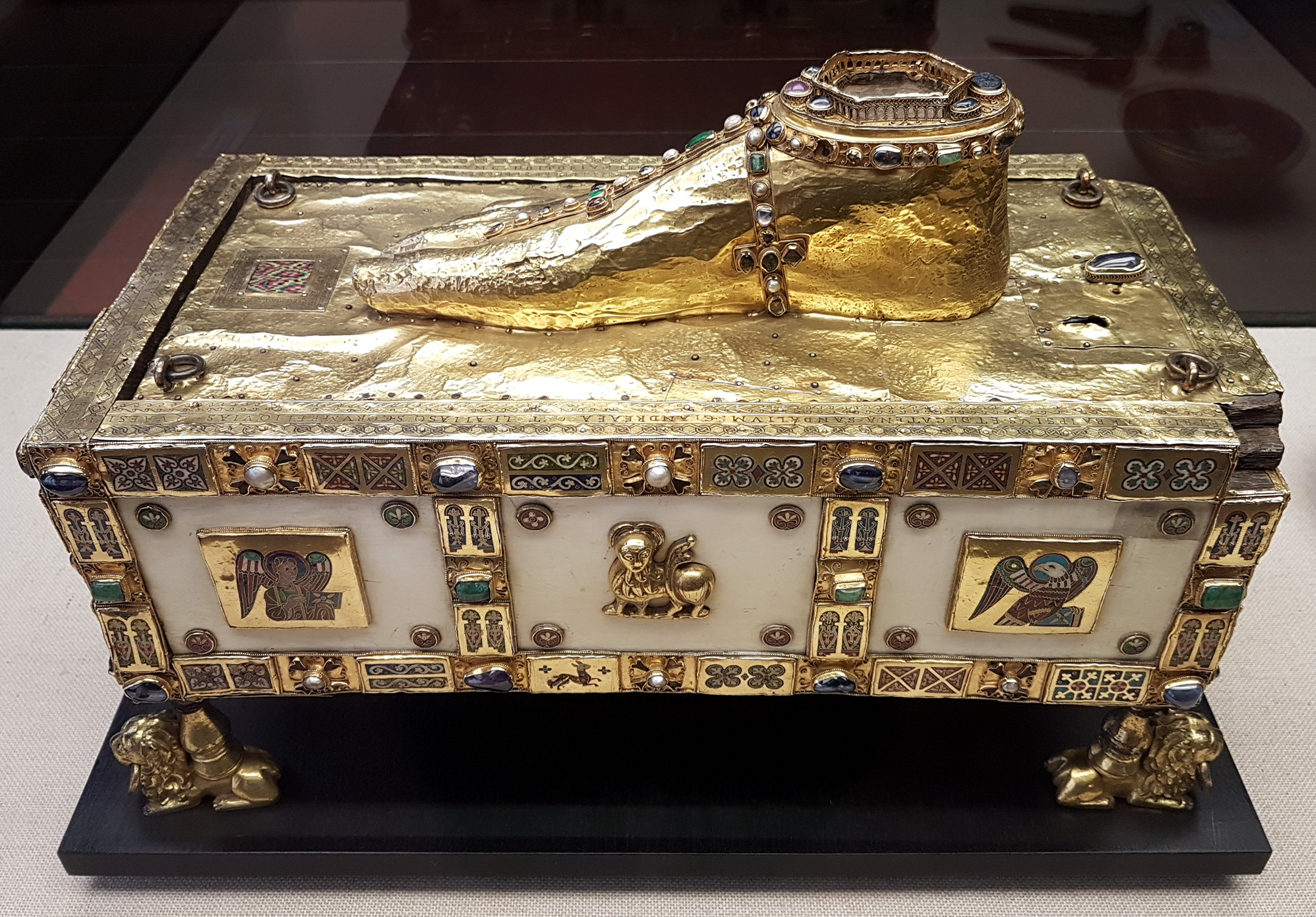
Egbertschrijn (Trier, ca. 990)

In Trier kwam door toedoen van aartsbisschop Egbert de edelsmeedkunst tot grote bloei, waarbij met name de emailbewerking een hoog niveau bereikte. Belangrijke kunstwerken uit de zogenaamde Egbert-werkplaatsen zijn het Egbertschrijn in de schatkamer van de Dom van Trier, de Petrusstaf in de Dom van Limburg, het Otto-Mathilde-kruis in de domschatkamer van Essen en de boekomslag van de Codex Aureus Epternacensis in het Germanisches Nationalmuseum in Neurenberg. Het borstkruis van Sint-Servaas in de schatkamer van de Sint-Servaasbasiliek in Maastricht wordt beschouwd als een laat product (ca. 1025-50) van dit atelier.
Een kleine groep van Ottoonse kloosters werd direct door de keizer en de bisschoppen gesponsord. Hier werden een aantal schitterende middeleeuwse geïllustreerde handschriften, de belangrijkste kunstvorm van de tijd, vervaardigd. De Abdij van Corvey produceerde enkele van de eerste manuscripten, na het jaar 1000 gevolgd door het scriptorium in Hildesheim. Het beroemdste Ottoonse scriptorium maakte deel uit van de Abdij van Reichenau, een eiland in het Bodenmeer: vrijwel geen andere werken hebben het imago van de Ottoonse kunst zo gevormd als de miniaturen die daar ontstonden. Een van de belangrijkste werken uit Reichenau was de Codex Egberti, met verhalende miniaturen uit het leven van Christus, de eerste cyclus van dit type, in een mix van stijlen, waaronder de Karolingische renaissance en sporen van insulaire en Byzantijnse invloeden. Andere bekende handschriften zijn onder meer de Huwelijksoorkonde van keizerin Theophanu, het Reichenau-evangeliarium, de Liuther-codex, de perikopen van Hendrik II, de Bamberg-apocalypse, en de Hitda-codex.
Hroswitha van Gandersheim karakteriseert de veranderingen die tijdens haar leven plaatsvonden. Zij was een non die gedichten en drama schreef, dat gebaseerd was op de klassieke werken van Terentius. De architectuur van de periode was ook vernieuwend en is een voorloper van de latere Romaanse bouwstijl.
Politiek bloeiden theorieën van christelijke eenheid en rijk bloeide, evenals herleefde klassieke noties van keizerlijke grandeur in het Westen. Otto II had een Griekse vrouw, Theophanu, en Byzantijnse iconografie deed zijn intrede in het Westen. De Rijksappel werd een symbool van koninklijke macht en de keizers van het Heilige Roomse Rijk werden conform de Byzantijnse mode weergegeven als gekroond door Christus. Het was tijdens zijn poging om de "glorie die Rome was" te laten herleven dat Otto III van de Eeuwige Stad Rome zijn hoofdstad maakte en dat hij op Grieks-Romeinse manier de ceremonie aan het hof in omvang deed toenemen. 